# Europameisterschaften der Rhythmischen Sportgymnastik 2001
Die XVII. Europameisterschaften der Rhythmischen Sportgymnastik fanden zwischen dem 15. und 17. Juni 2001 in Genf, Schweiz statt.

## Ergebnisse

### Einzelwettkampf
Der Einzelmehrkampf wurde nicht ausgetragen. Somit entfiel auch die Wertung des Mannschaftsmehrkampfes.
| Platz | Land      | Mannschaft            | Punkte |
| ----- | --------- | --------------------- | ------ |
| 1     | Russland  | Irina Tschaschtschina | 28,825 |
| 2     | Russland  | Alina Kabajewa        | 28,100 |
| 3     | Belarus   | Elena Tkachenka       | 27,100 |
| 4     | Bulgarien | Simona Peycheva       | 26,675 |
| 5     | Belarus   | Elona Osyadovskaya    | 26,625 |
| 6     | Polen     | Magdalena Markowska   | 26,325 |
| 7     | Ukraine   | Tamara Jerofejewa     | 26,200 |
| 8     | Italien   | Laura Zacchilli       | 26,150 |

| Platz | Land      | Mannschaft            | Punkte |
| ----- | --------- | --------------------- | ------ |
| 1     | Russland  | Alina Kabajewa        | 29,250 |
| 2     | Russland  | Irina Tschaschtschina | 28,800 |
| 3     | Ukraine   | Tamara Jerofejewa     | 27,500 |
| 4     | Belarus   | Elena Tkachenka       | 26,900 |
| 5     | Belarus   | Elona Osyadovskaya    | 26,825 |
| 6     | Bulgarien | Simona Peycheva       | 26,350 |
| 7     | Italien   | Laura Zacchilli       | 26,150 |
| 8     | Spanien   | Esther Dominguez      | 26,025 |

| Platz | Land      | Mannschaft            | Punkte |
| ----- | --------- | --------------------- | ------ |
| 1     | Russland  | Alina Kabajewa        | 29,175 |
| 2     | Russland  | Irina Tschaschtschina | 28,525 |
| 3     | Belarus   | Elena Tkachenka       | 27,250 |
| 4     | Belarus   | Elona Osyadovskaya    | 27,050 |
| 5     | Ukraine   | Tamara Jerofejewa     | 27,050 |
| 6     | Italien   | Laura Zacchilli       | 26,925 |
| 7     | Spanien   | Almudena Cid          | 26,300 |
| 8     | Bulgarien | Simona Peycheva       | 26,225 |

| Platz | Land      | Mannschaft            | Punkte |
| ----- | --------- | --------------------- | ------ |
| 1     | Russland  | Alina Kabajewa        | 28,650 |
| 2     | Russland  | Irina Tschaschtschina | 27,900 |
| 3     | Ukraine   | Tamara Jerofejewa     | 27,200 |
| 4     | Belarus   | Elona Osyadovskaya    | 26,300 |
| 5     | Italien   | Laura Zacchilli       | 26,300 |
| 6     | Bulgarien | Simona Peycheva       | 26,250 |
| 7     | Polen     | Magdalena Markowska   | 26,175 |
| 8     | Spanien   | Almudena Cid          | 26,100 |

### Gruppenwettkampf
| Platz | Land         | Mannschaft | Punkte |
| ----- | ------------ | --- | ------ |
| 1     | Russland     | Irina Belowa Jelena Schalamowa Wera Schimanskaja Maria Netessowa Natalja Lawrowa Olesja Belugina                     | 55,900 |
| 2     | Griechenland | Irini Aindili Chariklia Pantazi Charitini Ioannou Varvara Magnisali Anastasia Kagiou Garifalia Arvanit               | 55,300 |
| 3     | Belarus 1995 | Jana Januschewskaja Natalja Lagoutskaja Natalja Aliaksandrawa Natalia Prakopawa Irina Staraswetskaja Wolha Maslakowa | 54,925 |
| 4     | Bulgarien    | RSG Gruppe Bulgarien                                                                                                 | 54,125 |
| 5     | Ukraine      | RSG Gruppe Ukraine                                                                                                   | 52,725 |
| 6     | Italien      | RSG Gruppe Italien                                                                                                   | 52,150 |
| 7     | Spanien      | RSG Gruppe Spanien                                                                                                   | 50,525 |
| 8     | Schweiz      | RSG Gruppe Schweiz                                                                                                   | 50,100 |

| Platz | Land         | Mannschaft                                                                                                | Punkte |
| ----- | ------------ | --- | ------ |
| 1     | Russland     | Irina Belowa Jelena Schalamowa Wera Schimanskaja Maria Netessowa Natalja Lawrowa Olesja Belugina          | 28,075 |
| 2     | Ukraine      | Natalja Godunko Weronika Beljajewa Olena Dsjubtschuk Olga Beschetnjak Olga Andrejewa Jelisaweta Karabasch | 27,650 |
| 3     | Griechenland | Irini Aindili Chariklia Pantazi Charitini Ioannou Varvara Magnisali Anastasia Kagiou Garifalia Arvanit    | 27,600 |
| 4     | Bulgarien    | RSG Gruppe Bulgarien                                                                                      | 27,350 |
| 5     | Belarus 1995 | RSG Gruppe Weißrussland                                                                                   | 26,550 |
| 6     | Schweiz      | RSG Gruppe Schweiz                                                                                        | 24,950 |
| 7     | Spanien      | RSG Gruppe Spanien                                                                                        | 24,100 |
| 8     | Italien      | RSG Gruppe Italien                                                                                        | 23,700 |

| Platz | Land         | Mannschaft | Punkte |
| ----- | ------------ | --- | ------ |
| 1     | Belarus 1995 | Jana Januschewskaja Natalja Lagoutskaja Natalja Aliaksandrawa Natalia Prakopawa Irina Staraswetskaja Wolha Maslakowa | 26,400 |
| 2     | Griechenland | Irini Aindili Chariklia Pantazi Charitini Ioannou Varvara Magnisali Anastasia Kagiou Garifalia Arvanit               | 26,200 |
| 3     | Bulgarien    | Galina Marinowa Gabriela Atanasowa Gergana Stefanova Eleonora Keschowa Schaneta Iliewa Hristina Witanowa             | 26,125 |
| 4     | Ukraine      | RSG Gruppe Ukraine                                                                                                   | 26,000 |
| 5     | Russland     | RSG Gruppe Russland                                                                                                  | 25,850 |
| 6     | Italien      | RSG Gruppe Italien                                                                                                   | 24,875 |
| 7     | Polen        | RSG Gruppe Polen | 24,400 |
| 8     | Spanien      | RSG Gruppe Spanien                                                                                                   | 24,100 |